# 夢夢少女漫畫月刊
《夢夢少女漫畫月刊》是尖端出版發行的女性向月刊漫畫雜誌，以集英社《Ribon》連載作品及國人作品為主。2003年7月25日創刊，2018年12月發行實體最後一期（第185期），2019年1月轉型為電子雜誌（第186期），2020年12月25日發行最後一期（第222期）。

## 簡介
《夢夢少女漫畫月刊》創刊號於2003年7月25日發行。因集英社要求一定要有色彩繽紛的感覺，《夢夢少女漫畫月刊》採用紅、綠、紫等多色彩色印刷，製作過程比一般少年漫畫雜誌的黑白印刷複雜。由於東立出版社少女漫畫月刊《花漾少女漫畫月刊》與長鴻出版社少女漫畫月刊《Candy月刊》相繼於2016年3月與2016年6月停刊，尖端出版的另一本少女漫畫月刊《甜芯少女漫畫月刊》也早已於2015年6月停刊，《夢夢少女漫畫月刊》一時間成為台灣唯一發行紙本的少女漫畫月刊。在2018年11月《夢夢少女漫畫月刊》發行最後一期，之後轉型線上連載的半月刊《夢夢少女漫畫電子期刊》。
2020年12月25日，《夢夢少女漫畫電子期刊》停刊。2020年12月23日至2021年1月3日，尖端出版於臺灣漫畫基地2至3樓舉辦展覽「夢夢畢業回顧展」。

## 連載的作品

### 正在連載的作品
- 潘朵拉的禁忌之吻          （陳漢玲）
- 3次元男子戀愛攻略          （灰野都、小杏桃）
- 樂園的寶藏       （林亭葳）

- 勇往直前灰姑娘（林珉萱（小威老師））

- 花開千年（林青慧）
- 有何不可（顆粒）
- 時光當鋪（葉澄）
- 緋色十字（三月兔）

- 日向的青空（目黑亞夢）
- 以命運之吻喚醒。（春田菜菜）
- 行星的恆心（百里蒔）
- 時光當舖～思念物的繾綣～（葉澄‧千川）
- 翩然心動的倒數計時（語弓晴）
- 致 空色般的初戀～日光下的寶石～（日野瑔）
- 劍魂綺想錄（尹思然）

### 曾經連載過的作品
- 尋找滿月（種村有菜）
- 紳士同盟（種村有菜）
- 絕對覺醒天使（種村有菜）
- 貓與我的星期五(種村有菜)
- 焚月（林青慧）
- 花縴（林青慧）
- 星之衣羽之紗（林青慧）
- 不全才女（林青慧）
- 藍雪花（林青慧）
- 甜蜜衝刺GO！（陳漢玲）
- 戀愛電流啪滋啪滋（陳漢玲）
- 心動戀框Heart（陳漢玲）
- 極道甜心  ( 陳漢玲)
- 晴天娃娃（陳漢玲）
- 花翼妖精WINGS（三月兔）
- 純金貴公子（三月兔）（原著與編劇尹晨伊）
- 惡魔的仙度瑞拉（三月兔）（原著與編劇尹晨伊）
- 愛情轉轉蛋（妍希）
- 有機男孩（米絲琳）
- 純愛視線（米絲琳）
- 偷心保鏢（米絲琳）
- 壞蛋情人（米絲琳）
- 一日戀情（米絲琳）
- 蝴蝶愛看書（林珉萱（小威老師））
- 少女心大作戰（林珉萱（小威老師））
- 七的奇蹟（林亭葳）
- 巧克力波斯菊（春田菜菜）
- 愛的木莓寮（春田菜菜）
- 聖龍小公主夢幻奇蹟（松本夏實）
- 魔法愛莉絲（松本夏實）
- 夢色蛋糕師（松本夏實）
- 戀愛小魔女（吉住涉）
- 甜心汪汪（亞月亮）
- Kitty遲來的告白（持田秋）
- kowei 幸福單戀講座（kowei）
- 藍色緞帶（持田秋）
- 今夜天氣晴（持田秋）
- 玩偶教主（倉橋繪里花）
- 糖果魔法（原田妙子）
- 愛你寶貝（槙陽子）
- 心兒怦怦跳（槙陽子）
- 我是山本善次朗（槙陽子）
- 浪漫時鐘( 槙陽子 )
- 株式會社LoveCotton（樫之木小香）
- 青空POP（小櫻池夏海）
- MoMo（酒井真由）
- 搖滾天堂（酒井真由）
- 草莓星願（酒井真由）
- 彼得潘症候群（酒井真由）
- 撞球寶貝（酒井真由）
- 騎士公主（岑小京）
- 花美男之吻（優木那智）
- 薔薇戀愛預感（小櫻池夏海）
- 星塵★眨眼（春田菜菜）
- 櫻姬華傳（種村有菜）
- CRASH!（藤原友佳）
- 小雞之戀（雪丸萌）
- 蜜糖女孩＊大作戰（酒井真由）
- 這次絕對不NG!（晴天雨）
- 關於那株公車站的迷迭香（綠光森）
- 明天也要戀愛（村田真優）
- 戀愛教戰手冊 ( 灰野都，小杏桃 )
- 唯妙唯俏cos社（陳漢玲）
- 在我眼中閃耀的他 （槙陽子）
- 六月的情書（春田菜菜）
- 群青色般炫目的你（酒井真由）

## 外部連結
- 夢夢少女漫畫月刊 （页面存档备份，存于）
- 夢夢少女漫畫月刊的Facebook專頁